# Star Seven
Der Star Seven (im Original: *7) war ein im Rahmen des „Green Project“ bei Sun Microsystems entwickelter, portabler Mikrocomputer, der zur Steuerung von Haushaltsgeräten dienen sollte. Nach seiner internen Vorstellung im Herbst 1992 wurde das Unternehmen First Person, Inc. gegründet, welches die Vermarktung übernehmen sollte. Das Gerät kam allerdings nie auf den Markt.

## Geschichte
Patrick Naughton startete im Dezember 1990 das Projekt The Green Project, das ursprünglich der Entwicklung einer Software für interaktives Fernsehen und andere Geräte der Konsumelektronik dienen sollte. James Gosling und Mike Sheridan waren ebenfalls beteiligt. Im August 1991 führte der von Gosling entwickelte Oak-Interpreter (der später in „Java“ umbenannt wurde) auf dem „Green-OS“ genannten Betriebssystem die ersten Programme aus, und Bill Joy hatte mit der Implementierung einer grafischen Oberfläche begonnen. Als Plattform diente ein eigens entwickelter, portabler Mikrocomputer – der *7.
Im Herbst 1992 wurde das Gesamtkonzept bei Sun Microsystems intern vorgestellt. Sun-Chef Scott McNealy zeigte sich von den Ergebnissen so beeindruckt, dass ein eigenes Unternehmen gegründet wurde, um Star Seven zu vermarkten – die First Person, Inc. war geboren. Das Unternehmen unterlief mehrere Richtungswechsel, unter anderem in Richtung Set-Top-Boxen, der Star Seven kam nie auf den Markt. Bereits 1994 galt die Hardware als obsolet, und man machte sich daran die vielversprechendsten Komponenten (Java) zu eigenständigen Produkten weiterzuentwickeln. Spätestens 1996, als die verbliebenen Mitglieder des Green-Teams das Unternehmen JavaSoft gründeten, war der Star Seven endgültig vom Tisch.

## Technische Daten
Bestandteil des Systems waren das Betriebssystem Green-OS, der Oak-Interpreter (später Java) und einige Hardwarekomponenten. Der Benutzer interagierte mit dem System über eine grafische Benutzeroberfläche, die mit Hilfe von Assistenten durch die Dialoge führte. Einer dieser Assistenten war Duke, der sich heute als Maskottchen von Java wiederfindet.